# Wartość odtworzeniowa nieruchomości
Wartość odtworzeniowa nieruchomości – jest określana, gdy wycena dotyczy nieruchomości niewystępujących na rynku. Wartość odtworzeniową stosuje się również wówczas, gdy ma ona oparcie w przepisach szczególnych, np. w przepisach regulujących obowiązkowe ubezpieczenie budynków od ognia i innych zdarzeń losowych, a także przy określaniu wartości nieruchomości dla celów komunalizacji mienia ogólnonarodowego.

## Określenie wartości odtworzeniowej nieruchomości
Wartość odtworzeniowa równa się kosztom odtworzenia z uwzględnieniem stopnia zużycia. Przy określaniu wartości odtworzeniowej nieruchomości odrębnie określa się wartość gruntu oraz wartość jego części składowych. Za wartość gruntu przyjmuje się koszty, jakie należałoby ponieść na zakup gruntu o takich samych cechach. Za wartość części składowych gruntu przyjmuje się kwotę równą kosztom ich odtworzenia lub kosztom ich zastąpienia, pomniejszonym o wartość zużycia tych części składowych albo kwotę równą kosztom ich likwidacji.
Można zapisać ją wzorem:
Wo = Wb + Wg = (Ko – SzKo) + Kzgr
gdzie:
- Wb – wartość części składowych gruntu,
- Wg – wartość gruntu,
- Ko – koszt odtworzenia części składowych gruntu,
- SzKo – zużycie części składowych gruntu,
- Kzgr – koszt zakupu gruntu.

Przy wyliczeniu kosztów odtworzenia należy uwzględniać te same technologie, jakie stosowano przy wznoszeniu części składowych, zaś koszty zastąpienia wylicza się przy zachowaniu dotychczasowych funkcji i zastosowaniu aktualnych technologii.
Koszty odtworzenia i zastąpienia wylicza się przy użyciu techniki szczegółowej lub techniki elementów scalonych.
Stosowanie techniki szczegółowej polega na tym, że określa się cenę każdego elementu budowlanego i ich suma stanowi wartość kosztów odtworzenia.
Przy technice wskaźnikowej koszty odtworzenia określa się przez mnożenie ceny przez liczbę jednostek podlegających wycenie. Cena wskaźnikowa odnosi się do metra kwadratowego lub metra sześciennego.
Metoda kosztów likwidacji ma zastosowanie wówczas, gdy obiekt jest przeznaczony do rozbiórki. W tym wypadku stosuje się technikę szczegółową. Koszt rozbiórki pomniejszamy o wartość materiałów, a wartość tych materiałów uprzednio pomniejszamy o stopień ich zużycia.

## Wartość odtworzeniowa nieruchomości w polisach ubezpieczeniowych
W przeciwieństwie do powyższej metody określania wartości odtworzeniowej nieruchomości, przy ustalaniu wartości odtworzeniowej na potrzeby ubezpieczenia mienia, nie stosuje się korekty tej wartości o stopień zużycia. Zakłady ubezpieczeń nakazują określić wartość odtworzeniową, jako sumę wszystkich nakładów, jakie należy ponieść, aby odbudować nieruchomość do stanu sprzed szkody, z uwzględnieniem tej samej konstrukcji, technologii i materiałów oraz kosztów ich transportu.